# Wilson Pérez
Wilson Enrique Pérez Pérez (ur. 9 sierpnia 1967 w Barranquilli), piłkarz kolumbijski, grający na pozycji prawego obrońcy.

## Kariera klubowa
Pérez rozpoczął piłkarską karierę w klubie America Cali, w barwach którego zadebiutował w 1987 roku w Copa Mustang. W 1990 roku osiągnął z Americą swój pierwszy sukces, którym było wywalczenie mistrzostwa Kolumbii. W 1992 roku powtórzył to osiągnięcie. W październiku 1995 roku został złapany na lotnisku w Barranquilli na przemycie 170 gramów kokainy, w efekcie czego został zdyskwalifikowany na pół roku. Do piłki wrócił w sezonie 1996/1997 stając się piłkarzem Deportivo Unicosta. W 1998 roku grał w Independiente Medellin, a w kolejnym grał ponownie w Americe Cali. Ostatnie lata kariery Wilsona to najpierw gra w stołecznym Millonarios, a w 2001 roku w Atletico Junior Barranquilla, w barwach której zakończył karierę w wieku 34 lat.

## Kariera reprezentacyjna
W reprezentacji Kolumbii Pérez zadebiutował 3 lutego 1989 roku w wygranym 1:0 towarzyskim meczu z Peru. W tym samym roku był członkiem kadry na Copa América 1989, na którym Kolumbia nie wyszła z grupy. W 1993 roku zaliczył swój drugi turniej Copa América 1993, a z Kolumbią zajął 3. miejsce.
W 1994 roku Wilson był członkiem kadry na Mistrzostwa Świata w USA. Zagrał na nich we wszystkich trzech grupowych meczach w pełnym wymiarze czasowym: z Rumunią (1:3), z USA (1:2) oraz ze Szwajcarią (2:0). Reprezentacja Kolumbii odpadła z mistrzostw już po fazie grupowej. Mecz ze Szwajcarią był jednocześnie jego ostatnim w reprezentacyjnej karierze. Ogółem w reprezentacji Kolumbii Pérez rozegrał 47 meczów i zdobył 3 gole.